# Les Rendez-vous de Paris
Pour plus de détails, voir Fiche technique et Distribution.
Les Rendez-vous de Paris est un film français réalisé par Éric Rohmer et sorti en 1995. Il est composé de trois sketches : 
- 1er sketch : Le Rendez-vous de sept heures
- 2e sketch : Les Bancs de Paris
- 3e sketch : Mère et Enfant 1907.

## Synopsis
Dans différents quartiers de Paris, trois histoires de séduction amoureuse, trois variations sur le mensonge des apparences et les paradoxes de la vérité. Des images impressionnistes de Paris et une mise en scène du doute perpétuel...

### 1ersketch:Le Rendez-vous de 7 heures
Esther est très éprise d'Horace. Informée par un ami, plus ou moins bien intentionné, que celui-ci rencontre d’autres jeunes filles lors de rendez-vous dans un café de la place Igor-Stravinsky dans le quartier Saint-Merri, Esther va piéger son amoureux en se servant d'un séduisant jeune homme rencontré sur un marché et d'une jeune fille, Aricie, venue lui rendre son porte-monnaie qu'elle croit avoir été volé, tout en ignorant que cette dernière est une récente conquête d'Horace. Le rendez vous d'Esther avec le jeune homme est fixé à 7 heures du soir...

### 2esketch:Les Bancs de Paris
Lui exerce en province comme prof de philo dans un lycée, mais il habite en banlieue parisienne. Elle demeure chez son fiancé auprès duquel elle s'ennuie. Un jour, Elle et Lui se rencontrent, se plaisent et entament une histoire d'amour mais qui reste partielle. Car Elle hésite toujours à quitter son fiancé. Alors qu’Elle et Lui jouent les touristes à Paris en commençant par une promenade sur les quais puis dans une série de jardins parisiens, le parc Montsouris ou le parc de la Villette, elle ne va pas plus loin que des baisers. Mais comme l'ami avec qui elle vit lui annonce qu'il se rend à Lyon, elle propose à son ami de promenade de passer un week-end, à l’hôtel à Montmartre sur la place où se trouve le Bateau-Lavoir. Mais au moment d'y entrer avec lui elle voit quelque chose qui va l'en décourager.

### 3esketch:Mère et Enfant 1907
Un jeune peintre reçoit dans son atelier une Suédoise venue visiter Paris, ce qui n'est pas inhabituel car une amie lui adresse souvent des amies pour les guider dans Paris. Pas très séduite par sa peinture qu'elle critique, elle veut aller au musée Picasso, voisin, et il l’y conduit. Ils se quittent en se donnant rendez-vous le soir à La Coupole. En partant, le peintre fait la connaissance d’une jeune femme venue spécialement pour voir le tableau de Picasso, Mère et Enfant de 1907. Elle est assise devant ce tableau. Il la suit et l'aborde rue de Thorigny. De fil en aiguille, il lui montre ses propres œuvres qui l’enthousiasment, mais elle doit rejoindre son mari un éditeur d'art suisse. Le soir, le peintre se rend à La Coupole...

### Musette à Mouffetard
Chacun des sketches est précédé par un court intermède chanté façon musette par une chanteuse accompagnée d'un accordéoniste, les deux artistes étant vêtus comme dans les années 1930. La scène est censée se dérouler selon le film dans la rue Mouffetard, mais est en réalité filmée depuis la rue Sainte-Blaise, avec en perspective l'église Saint-Germain-de-Charonne. Il s'agit d'un hommage à René Clair et à son film Sous les toits de Paris. Cette même musette conclut le film.

## Fiche technique
- Titre : Les Rendez-vous de Paris
- Réalisation : Éric Rohmer
- Scénario et Dialogues : Éric Rohmer
- Décors (tableaux) : Pierre de Chevilly
- Photographie : Diane Baratier
- Son : Pascal Ribier
- Montage : Mary Stephen
- Musique : Sébastien Erms (autre pseudonyme d'Éric Rohmer. Le nom "Erms" correspond aux initiales d'Éric Rohmer, associées à celles de Mary Stephen, sa monteuse)
- Production déléguée : Françoise Etchegaray
- Société de production : La Compagnie Éric Rohmer
- Société de distribution : Les Films du Losange
- Pays de production :  France
- Langue originale : français
- Année de tournage : 1994
- Tournage extérieur : Montparnasse (La Coupole), Beaubourg, divers jardins et parcs parisiens, Musée Picasso, Le Marais spécialement la rue de Thorigny.
- Format : couleur — 16 mm gonflé en 35 mm[2] — 1,33:1[2] — son monophonique
- Genre : comédie romantique
- Durée : 100 minutes
- Date de sortie : 
  - France 22 mars 1995

## Distribution
Le Rendez-vous de sept heures
- Clara Bellar : Esther
- Antoine Basler : Horace
- Mathias Mégard : le flirt
- Judith Chancel : Aricie
- Malcolm Conrath : Félix
- Cécile Parès : Hermione
- Olivier Poujol : le garçon de café

Les Bancs de Paris
- Florence Rauscher (sous le nom d'« Aurore Rauscher ») : Elle
- Serge Renko : Lui

Mère et enfant 1907
- Michael Kraft : le peintre
- Bénédicte Loyen : la jeune femme
- Veronika Johansson : la Suédoise

Les musiciens de Mouffetard
- Florence Le Vu
- Christian Bassoul

## Production
Les Rendez-vous de Paris est un film dans lequel Rohmer a pris quelques libertés et qu'il a situé en dehors de son cycle de films qu'il réalisait dans les années 1990, les Contes des quatre saisons. il est revenu à la méthode de travail du Rayon vert (1986) et des Quatre Aventures de Reinette et Mirabelle (1987), des histoires simples, une équipe de tournage minimale de six à huit personnes, acteurs compris, et de la pellicule 16 mm. De plus, le film était une référence nostalgique à Paris vu par…, un film collectif de réalisateurs français de 1965, auquel Rohmer avait contribué avec l'épisode Place de l'Étoile.
Pour les trois épisodes, Rohmer s'est laissé influencer par les jeunes actrices qu'il rencontrait et avec lesquelles il discutait régulièrement. Il connaissait déjà Florence Rauscher, rebaptisée Aurore pour le film, depuis 1989. Il a choisi les différents lieux de tournage du segment Les Bancs de Paris car c'était les lieux où il s'entretenait régulièrement avec la jeune femme. Son personnage est modelé en fonction de sa personnalité. Quant à l'acteur masculin qui lui donne la réplique et dont le personnage rappelle le jeune professeur de lycée que Rohmer avait lui-même été, elle a elle-même choisi Serge Renko.
Rohmer connaissait Clara Bellar depuis 1992 et, pour l'intrigue de Rendez-vous à 7 heures, il a associé deux expériences qu'elle lui avait racontées. Il a choisi son amie Judith Chancel pour trouver le porte-monnaie, ce qui constitue le point culminant de l'histoire. Le troisième épisode rappelle les Six contes moraux de Rohmer des années 1960, mais il l'a également écrit autour de la personnalité de Bénédicte Loyen, qu'il a rencontrée en 1994. Le peintre et ses œuvres sont inspirés par Pierre de Chevilly, le compagnon de Bernadette Lafont.
Le tournage s'est étalé sur quelques mois, du printemps à l'automne 1994. En raison de la petite équipe de tournage, il est passé largement inaperçu du public, bien qu'il se déroule en plein Paris. Rohmer obtint les autorisations nécessaires sous le nom de code « Lazare Garcin » pour une petite équipe de production franco-canadienne qui voulait soi-disant tourner un documentaire sur les bancs parisiens. Le film est sorti sur les écrans français le 22 mars 1995.

### Esthétique visuelle et picturale
Le film repose sur les méthodes de tournage classiques chez Éric Rohmer : décors naturels, comédiens portant les vêtements de leur garde robe personnelle, scènes de rue sans figurants, utilisation du 16 mm. Une des unités du film, en dehors des analogies dans les scénarios des trois courts métrages, vient de la thématique picturale. Sur un mur dans le premier l'on voit la reproduction d’une œuvre de Joan Miro et il se termine sur la place où est installée la fontaine Stravinsky de Niki de Saint-Phalle et Jean Tinguely avec en arrière-plan le centre Pompidou. Dans le second, le couple se donne rendez vous dans une série de jardins parisiens. La première séquence a lieu dans le Jardin du Luxembourg à la fontaine Médicis et le couple échange des réflexions sur la statue qui l’orne et où l'on voit Galatée nue. Plus tard ils sont à Montmartre près du Bateau-Lavoir et voient en vitrine d’une librairie du même nom plusieurs reproductions dont un portrait de Picasso. Et ils visitent le Cimetière Saint-Vincent et regardent la tombe de Théophile Steinlen. Le troisième court métrage se situe principalement dans deux endroits et dans la rue entre eux : l’atelier d’un peintre et le Musée Picasso qui est tout près. Les discussions sur Picasso ou les œuvres du peintre occupent une grand place. L'avant dernière scène a lieu à La Coupole, une brasserie de Montparnasse qui fut le lieu de rencontre de nombreux artistes. L'artiste peintre rentrant chez lui apporte des modifications à une de ses toiles la rendant plus gaie.
Les toiles montrées dans le troisième sketch sont dues au peintre Pierre de Chevilly. Dans un tout autre contexte Rohmer montre aussi une artiste peintre dans Quatre aventures de Reinette et Mirabelle, une artiste graphiste dans Le Beau Mariage et une artiste peintre dans Triple Agent.
L'unité du film n’est donc pas seulement dans le thème manifeste des trois courts métrages - des désirs qui n'aboutissent pas, des couples qui ne se constituent pas - mais aussi dans sa trame iconographique.

## Exploitation
Rendez-vous à Paris n'a pas été un succès en salles en France, même si les quelque 80 000 entrées ont facilement remboursé les faibles coûts de production. Le film a toutefois été un succès à l'étranger, où il a été considéré comme l'emblème de la romantisation de Paris par la Nouvelle Vague. Aux États-Unis, au Japon et en Allemagne, le film a rapporté six fois plus d'argent qu'en France et les critiques ont été aussi abondantes que dithyrambiques.

### Accueil critique
Les critiques de films en France sont mitigées. Certains critiques, comme Jean-Michel Frodon du Monde ou Thierry Jousse des Cahiers du cinéma, voient dans le film un petit chef-d'œuvre. D'autres sont plus condescendants dans leur ton et parlent de « films d'amusement » (Claude-Marie Trémois de Télérama) ou d'œuvrettes sans surprises (Danielle Attali du Journal du Dimanche). De grands éloges sont venus de son collègue Jacques Rivette dans Les Inrockuptibles, qui voit Les Rendez-vous à Paris comme l'aboutissement de l'œuvre de Rohmer, et notamment le troisième épisode comme un sommet du cinéma français. « C'est le film de la grâce absolue ».
En Italie, Giancarlo Zappoli remarque « En plus d'un tourisme cinématographique des coins souvent familiers mais non moins fascinants de la capitale française, Rohmer se permet également de jouer au tourisme sentimental dans sa propre filmographie : par exemple, le boulevard de Courcelles dans La Boulangère de Monceau est le même que la place du marché, les rives de la Seine dans Le Signe du Lion reviennent au début du deuxième épisode. Sur le plan cinématographique aussi, le réalisateur revient à la simplicité de ses débuts, avec un cadreur en fauteuil roulant et des voitures-caméras fabriquées en poussant à la main une Citroën 2 CV ».
« Nella trama dei tre diversi episodi, un ruolo importante è giocato dal caso: la ragazza che trova il portafoglio è la stessa con cui si incontra Horace, l'uomo che entra nell'albergo dove sono diretti i fidanzati clandestini è Benoît, la novella sposa svizzera si reca proprio al museo dov'è in visita la studentessa svedese. Al tempo stesso, si intravede una sorta di zona d'ombra nel comportamento dei protagonisti, dal momento che nessuno può garantirci che le loro parole e azioni corrispondano a verità. Il giovane corteggiatore del mercato nel primo episodio (nel quale i protagonisti hanno nomi tratti da Corneille e Racine) è un ladro o no? Chi dice la verità, Aricie che sostiene di ricevere dieci telefonate al giorno da Horace o Horace che sostiene di essere lui l'oggetto del suo corteggiamento? La ragazza che si interessa al dipinto di Picasso nell'ultimo episodio è davvero sposata o lo dice solo per evitare complicazioni? È evidente che Rohmer ha sviluppato un rapporto di amore/odio nei confronti della parola, della quale i personaggi si servono per creare uno schermo che mascheri la verità delle loro intenzioni. »
— Giancarlo Zappoli.
        
« Dans l'intrigue des trois épisodes, le hasard joue un rôle important : la fille qui trouve le portefeuille est la même que celle que rencontre Horace, l'homme qui entre dans l'hôtel où se rendent les fiancés clandestins est Benoît, la future mariée suisse se rend au musée que visite l'étudiant suédois. En même temps, on entrevoit une sorte de zone grise dans le comportement des protagonistes, car personne ne peut garantir que leurs paroles et leurs actes correspondent à la vérité. Le jeune prétendant au marché du premier épisode (dans lequel les protagonistes portent des noms empruntés à Corneille et à Racine) est-il ou non un voleur ? Qui dit la vérité, Aricie qui prétend recevoir dix coups de téléphone par jour d'Horace ou Horace qui prétend être l'objet de sa convoitise ? La jeune fille qui s'intéresse au tableau de Picasso dans le dernier épisode est-elle vraiment mariée ou dit-elle cela pour éviter les complications ? Il est clair que Rohmer a développé une relation d'amour/haine avec le mot, que les personnages utilisent pour créer un écran masquant la vérité de leurs intentions »
Aux États-Unis, Roger Ebert considère également ce film comme l'un des meilleurs de Rohmer. Certes, il y a tout au plus deux vrais amoureux dans ce film, mais la ville de Paris inspire l'amour même aux personnes dont le cœur ne chavire pas. « Rohmer illustre brillamment la théorie selon laquelle les Parisiens possèdent deux types de rapports sexuels, dont le premier est le pouvoir du langage ». Janet Maslin conclut dans le New York Times : « Les Rendez-vous de Paris d'Eric Rohmer est une oasis d'intelligence contemplative dans cet été cinématographique, qui présente trois paraboles gracieuses et élégantes avec une habileté morale qui caractérise Rohmer comme l'Ésope de l'amour ».
En Allemagne, Filmdienst estime qu'il s'agit d'« Un film intelligent aux dialogues sensibles, qui intègre de manière très séduisante la ville de Paris comme 'acteur' de l'intrigue ». Dans les pages de Die Zeit, Rainer Gansera décrit le film comme une « trilogie de rencontres et de désaccords », trois variations sur le jeu amoureux « touchant, comique et aussi cruel » : « Trois petites intrigues, des combinaisons anecdotiques minimales et le triptyque d'un Paris labyrinthique dans lequel les amants errent sans fil d'Ariane ».

### Distinctions
- Prix du cinéma européen 1995 : Françoise Etchegaray (productrice) nommée pour le prix du Film européen de l'année.
- Festival des films du monde de Montréal 1995 : Présentation hors-concours catégorie long-métrage.
- Festival international du film de Locarno 1995 : Projection à la Piazza Grande.